# Orsinome marmorea
Orsinome marmorea är en spindelart som beskrevs av Pocock 1901. Orsinome marmorea ingår i släktet Orsinome och familjen käkspindlar. Inga underarter finns listade i Catalogue of Life.